# Larry Gelbart
Larry Simon Gelbart (Chicago, 25 febbraio 1928 – Beverly Hills, 11 settembre 2009) è stato uno sceneggiatore, librettista, regista, commediografo e produttore televisivo statunitense.

## Biografia
Attivo in campo teatrale, nel 1962 scrisse con Burt Shevelove il libretto del musical A Funny Thing Happened on the Way to the Forum con la colonna sonora di Stephen Sondheim; il musical fu un successo, rimase a Broadway per oltre settecento repliche e vinse il Tony Award al miglior musical. Per il libretto Gelbart e Shevelove vinsero il Tony Award ai migliori autori di un musical. Nel 1989 scrisse anche il libretto per il musical di Cy Coleman City of Angels, che gli valse il Drama Desk Award ed il Tony Award al miglior libretto di un musical.
In campo cinematografico è noto soprattutto per aver scritto con Murray Schisgal la sceneggiatura per Tootsie, diretto da Sydney Pollack; per il loro lavoro Schisga e Gelbart furono candidati al Oscar alla migliore sceneggiatura originale nel 1983.
In campo televisivo il suo maggior successo è stato la serie M*A*S*H, da lui ideata e parzialmente scritta e diretta, oltre che prodotta. Tra il 1972 ed il 1976 scrisse la sceneggiatura di oltre trenti episodi e la serie vinse il Premio Emmy alla miglior serie comica nel 1974.
Gelbart è stato sposato con Patricia Marshall dal 1954 alla morte, avvenuta nel 2009 a causa di un cancro. La coppia ha avuto due figli.

## Filmografia parziale

### Sceneggiatore

#### Cinema
- Due assi nella manica (Not with My Wife, You Don't!), regia di Norman Panama (1966)
- Il boxeur e la ballerina (Movie Movie), regia di Stanley Donen (1978)
- Tootsie, regia di Sydney Pollack (1982)
- Quel giorno a Rio (Blame It on Rio), regia di Stanley Donen (1984)

#### Televisione
- M*A*S*H - serie TV, 30 episodi (1972-1976)
- Tre cuori in affitto - serie TV, 1 episodio (1976)
- Sorrisi e litigi - serie TV, 7 episodi (1980)
- AfterMASH - serie TV, 2 episodi (1983)

### Regista

#### Televisione
- M*A*S*H - serie TV, 6 episodi (1974-1976)
- AfterMASH - serie TV, 2 episodi (1983-1984)